# 国仲奏絵
国仲 奏絵（くになか かなえ、1989年1月19日 - ）は、日本の女性声優。沖縄県出身。アクロスエンタテインメント所属。

## 人物
趣味・特技は、英語、中国語、沖縄方言。資格は、英語技能検定2級、中国語検定3級。

## 出演

### テレビアニメ
- きんいろモザイク（2013年、旅行者[3][4]、通行人[2][5]）
- ハロー!!きんいろモザイク（2015年、お姉さん[2][4]）
- 沖縄で好きになった子が方言すぎてツラすぎる（2025年、喜屋武の母[6]）

### Webアニメ
- こねこのチー ポンポンらー夏休み（うみかじ[7]）

### ゲーム
- ドラゴンジェネシス（2014年、魔道士女[3]）
- 魔法少女大戦 ZANBATSU（2014年、比嘉愛美 / MANA[3]）
- セブンナイツ2（2022年、ユリ[8]）

### ナレーション
- できるテレビ（子供ナレーション[3]）